# الشاحوف (سفينة تقليدية)
الشاحوف؛ سفينة شراعية تقليدية، لها أسماء محلية أخرى مثل: الزاروفة والبقارة، تستعمل للنقل الساحلي بين القرى الساحلية وصيد الأسماك، وتشتهر صناعتها في بعض دول الخليج العربي.

## مواصفاتها
تتصف سفينة الشاحوف بالآتي:
- يبلغ طولها حوالي 50 قدمًا، وعرضها 25 قدمًا.
- لها مجاديف في الأنواع الأصغر حجمًا، وتزود بأشرعة في الأنواع الأكبر حجمًا.
- مقدمتها مستقيمة ومنخفضة ومزخرفة، أما مؤخرتها عمودية ومرتفعة.[1]

## وصلات خارجية
- صيد السمك.. عشق قديم ومهارات متوارثة
- متحف الشارقة البحري.. كنز حضارة الصيد